# Čierny Balog

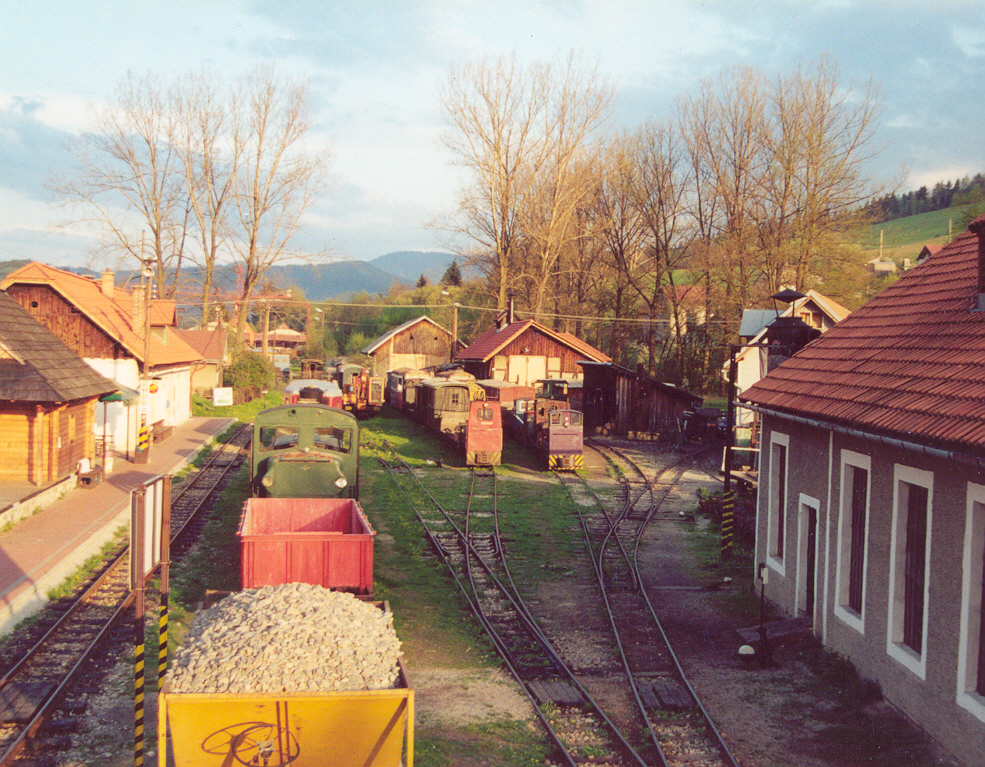
Stacja kolei wąskotorowej w Czarnym Balogu

Čierny Balog (do 1927 r. Balog lub Čierny Hronec, w latach 1948–1951 Čierny Blh; niem. Schwarzwasser, węg. Feketebalog) – wieś (obec) w powiecie Brezno w kraju bańskobystrzyckim na Słowacji. Powierzchnia 147,104 km², liczba mieszkańców 4947 (dane z 31 grudnia 2023).
Czarny Balog leży na pograniczu Rudaw Weporskich i Kotliny Brezneńskiej, przy czym teren katastralny wsi obejmuje całość rozległej, górnej części dorzecza Czarnego Hronu, sięgającego długimi dolinami w głąb grupy Balockich Wierchów (słow. Balocké vrchy), aż po główny grzbiet pasma. Aktualne centrum wsi znajduje się na wysokości ujścia dużego potoku Vydrová do Czarnego Hronu, ok. 550 m n.p.m.
Wieś powstała przez połączenie szeregu rozrzuconych dawniej wśród lasów osad drwali i węglarzy oraz zakładanych na wykarczowanych łazach osiedli, które powstawały poczynając od 1565 r.: Balog, Dobroč, Dolina, Fajtov, Jánošovka, Jergov, Látky, Komov, Krám, Krškov, Medveďov, Pustô, Vydrovo i Závodie. Do połowy XIX w. jej mieszkańcy żyli wyłącznie z pracy w lasach. Później część z nich znalazła zajęcie w rozbudowującej się hucie w Podbrezovej, od której dotarła do wsi budowana od 1908 r. linia kolei wąskotorowej (Czarnohrońska Kolej Leśna). Jednak jeszcze w latach międzywojennych (1933 i 1936) Czarny Balog był miejscem wielkich strajków robotników leśnych.
Przez Czarny Balog, a następnie przez przełęcz Tlstý javor 1019 m n.p.m. biegnie szosa (droga krajowa nr 529) z Brezna do Hryniowej.
W osadzie Dobroč urodził się w 1774 r. Jozef Dekret-Matejovie – słowacki leśnik, jeden z pionierów nowoczesnej gospodarki leśnej na terenie ówczesnych Węgier. Z Czarnego Balogu pochodził również urodzony w 1931 r. Anton Auxt – słowacki pedagog i matematyk.
Atrakcją turystyczną wsi jest utworzony w dolinie Vydrovskiej skansen leśny, do którego jeździ z Podbrezovej - uruchomiona w 1992 r. - turystyczna czarnohrońska kolej leśna.